# Hauptsatzreihe
Eine Hauptsatzreihe (auch kurz Satzreihe) ist in der Grammatik ein Typ von zusammengesetztem Satz, bei dem gleichberechtigt angeordnete Hauptsätze aufeinander folgen. Die Verbindung ist also das Produkt einer Nebenordnung oder Parataxe von Teilsätzen. Jeder Teilsatz der Reihe könnte auch für sich allein stehen und hat die vollständige Gliederung in Vorfeld, Satzklammer und Mittelfeld wie jeder Hauptsatz (siehe Feldermodell des deutschen Satzes).
Konjunktionen (Bindewörter), die die Hauptsätze miteinander verbinden, fallen in die Untergruppe der „nebenordnenden Konjunktionen“. Sie stehen, anders als unterordnende Konjunktionen, außerhalb des Kernsatzes (d. h. noch vor dem Vorfeld).
Die Satzreihe kann einen Übergangsbereich zwischen Satz und Text darstellen. Es gibt oft alternative Möglichkeiten, die Abfolge durch Satzzeichen zu gliedern. Sind Hauptsätze durch „und“ oder „oder“ verknüpft, setzt man in der Regel kein Komma, kann es aber einsetzen, um die Syntax zu verdeutlichen (Kommaregeln der deutschen Sprache #Konjunktionen). Ein Punkt zwischen denselben Sätzen, wodurch sich rein formal ein Text aus mehreren Sätzen ergäbe, ist oft auch möglich. Entsprechend ergeben sich in der Aussprache feine Unterschiede im Intonationsverlauf. Beispiel:
```
So haben wir es geplant und so haben wir es auch ausgeführt.
So haben wir es geplant
, und
 so haben wir es auch ausgeführt.
So haben wir es geplant
. Und
 so haben wir es auch ausgeführt.
```

Oder auch ohne Verwendung von Konjunktionen (asyndetisch):
```
So haben wir es geplant, so haben wir es ausgeführt.
So haben wir es geplant. So haben wir es ausgeführt.
```